# Điệu tính
Trong lý thuyết Âm nhạc, điệu tính của một bản nhạc là một nhóm các Cao độ hay Âm giai mà bài nhạc được sáng tác dựa trên đó theo phong cách truyền thống, nghệ thuật phương Tây và cả nhạc pop phương Tây. Một nhóm tạo ra Cao độ của một nốt và hợp âm liên quan của nốt đó, cũng còn được gọi là một Cao độ hay Cao độ của một hợp âm, cung cấp một cách hiểu chủ quan về việc chơi và nghỉ và cũng có một mối quan hệ cụ thể đối với những Cao độ còn lại trong nhóm đó, những hợp âm liên quan của chúng và những Cao độ và hợp âm ngoài nhóm. Các nốt và hợp âm là những yếu tố chính tạo nên độ dồn dập của bài nhạc chứ không phải là những Cao độ, được chuyển đổi khi chúng ta đánh lại một nốt hay một hợp âm. Điệu tính có thể ở trong âm giai trưởng hoặc thứ, mặc dù âm giai trưởng thường nằm ở Tông đô trưởng. Những bài nhạc ngày nay thường giống nhau về mặt Điệu tính, vì vậy giống với âm nhạc giai đoạn 1650–1900. Những bài nhạc dài ngày xưa có thể chứa nhiều đoạn khác nhau về Điệu tính.

## Tổng quan
Những phương pháp để tạo nên Điệu tính của một bản nhạc cụ thể là rất khó giải thích và thay đổi trong từng giai đoạn lịch sử. Tuy nhiên, những hợp âm thường xuyên được sử dụng trong các bài nhạc của một Điệu tính cụ thể thường chứa những nốt trong âm giai tương ứng, và chuỗi hợp âm liên tiếp này sẽ hướng người nghe đến Chủ âm của bài nhạc.
Những dấu thăng (giáng) không phải là những kí hiệu đáng tin cậy cho Điệu tín của một bài nhạc. Nó không thể phân biệt giữa Điệu tính trưởng và Điệu tính thứ liên quan; một bài nhạc có thể chuyển đổi sang một Điệu tính khác; Nếu việc chuyển đổi là nhỏ, thì không cần thay đổi dấu hóa ở đầu khuông nhạc, thay vào đó chỉ cần thêm các nốt với dấu hóa là được. Trong một số trường hợp, một bản nhạc có âm giai Mixolydian hay Dorian được viết với dấu hóa trưởng hoặc thứ phù hợp với chủ âm (tonic), và các nốt có dấu hóa trong suốt bản nhạc.
Những bài nhạc có âm giai không liên quan đến Điệu tính trưởng hoặc thứ đôi khi được xem như Điệu tính của chủ âm. Một bài nhạc sử dụng những phương pháp khác sử dụng những cách hòa âm khác, ví dụ như chuyển về La, có thể được mô tả như “trong La” để thể hiện La là tông chính của bài nhạc.
Một nhạc cụ được gọi là “trong một điệu tính” khi nó được ngụ ý rằng các Cao độ là “phù hợp” với nhạc cụ đó. Ví dụ, đàn trumpet hiện đại thường được dùng trong Điệu tính Si giáng, vì các nốt được tạo ra không cần dùng đến valve của đàn, phù hợp với chuỗi hòa âm mà chủ âm của nó là Si giáng. Những nhạc cụ này được gọi là nhạc cụ chuyển (transposing instrument) khi mà các nốt được viết cho nó khác với các nốt trong một dàn giao hưởng).
Một mối quan hệ Điệu tính là mối quan hệ giữa các Điệu tính, được xác định bới hệ thống âm giai và hệ thống 12 cung (circle of fifths).

## Điệu tính và Giọng điệu
Điệu tính thường xác định nốt Chủ âm và/hay Hợp âm chủ: một nốt và/hay chuỗi 3 nốt trưởng hay thứ thể hiện dấu lặng cuối cùng của bản nhạc hay một đoạn của bài hát. Mặc dù Điệu tính của một bài nhạc có thể được đặt theo kí tự đầu bài nhạc (Ví dụ Đô trưởng) hay suy ra từ các dấu hóa ở đầu khuôn nhạc, nhưng việc xác định Điệu tính thường được xác định thông qua mối quan hệ của các hợp âm và chủ âm, một chuỗi những hợp âm dẫn tới một hay nhiều Kết (cadences), và sự thay đổi giai điệu (Như là sự thay đổi từ âm đầu (leading tone) đến chủ âm (tonic)). Ví dụ, Điệu tính của Son bao gồm những nốt sau: Son La Si Đô Rê Mi và Fa thăng và hợp âm chủ của nó là Son – Si – Rê. Thường xuyên nhất tại phần mở đầu và kết thúc của các bài nhạc truyền thống, chủ âm, đôi khi là cả hợp âm chủ của nó, bắt đầu và kết thúc một bản nhạc trong Điệu tính được chọn. Một Điệu tính có thể là trưởng hoặc thứ. Âm nhạc có thể được mô tả như trong âm giai Dorian, hay Phrygian, v…v…, và thường được cho là có những âm giai đặc biệt chứ không phải là Điệu tính. Các ngôn ngữ khác tiếng Anh có thể sử dụng hệ thống tên gọi Điệu tính khác so với quy ước.
Mặc dù nhiều nhạc công nhầm lẫn giữa Điệu tính và Âm giai, nhưng thực ra âm giai là một tập hợp có thứ tự các nốt thường được sử dụng trong một Điệu tính trong khi Điệu tính là trung tâm của một bài nhạc, được xây dựng dựa trên những hợp âm cụ thể.
Các nốt và các hợp âm được sử dụng trong một Điệu tính thường được rút ra từ âm giai trưởng và thứ có liên quan đến hợp âm chủ nhưng bao gồm thêm hợp âm mượn (Borrowed chord), hợp âm chọn (altered chords), hợp âm phụ (secondary dominants) và các hợp âm tương tự. Tất cả những nốt và hợp âm này, tuy nhiên, được sử dụng trong những cấu trúc bình thường dùng để tạo nên cái hay của các chủ âm cũng như hợp âm chủ.
Kết (Cadence) đóng vai trò quan trọng trong việc tạo nên Điệu tính. Thậm chí những Kết không bao gồm chủ âm hay hợp âm chủ, như những Kết nửa (half cadences) và Kết giả (deceptive cadences), cũng có thể tạo nên Điệu tính vì những chuỗi hợp âm đó có thể tạo ra những hòa âm độc đáo.
Những bản nhạc ngắn có thể chỉ cần dùng duy nhất một Điệu tính. Một cấu trúc thường thấy cho một bài nhạc đơn giản thường là: Một đoạn kết thúc với một Kết trên chủ âm, một đoạn kết thúc thứ hai với một Kết nửa, cuối cùng, dài hơn cả hai cái trên, một đoạn kết thúc với một Kết chính thức trên chủ âm.
Những bài nhạc phức tạp hơn có thể xây dựng một Điệu tính chính, sau đó chuyển sang một Điệu tính khác, hay một chuỗi của những Điệu tính, sau đó trở về Điệu tính ban đầu. Trong Baroque, người ta rất thường lặp lại toàn bộ đoạn kết của một bài nhạc, được gọi là một ritornello, trong mỗi Điệu tính đã từng được thiết lập. Trong các bản nhạc sonat cổ, Điệu tính thứ hai luôn được đánh dấu bởi một Giai điệu trái ngược. Một Điệu tính khác có thể được xem như một chủ âm tạm thời, gọi là sự chủ âm hóa (“tonicization”).

Trong việc sáng tác nhạc thời kì tiền cải cách (1600-1925), và hầu như toàn bộ âm nhạc phương Tây của thế kỉ 20, các bài nhạc đều bắt đầu và kết thúc trong cùng một Điệu tính, thậm chí (nếu như trong thời kì âm nhạc lãng mạn) Điệu tính là yếu tố đầu tiên bị loại bỏ một cách khó hiểu. Tuy nhiên, một vài sắp xếp (arrangements) ) của âm nhạc phổ thông, đôi khi sẽ tăng từ nửa cung đến một cung trong bài nhạc (thường là trong phần Điệp khúc cuối) và vì vậy sẽ kết thúc bằng một Điệu tính khác. Đây là một ví dụ của sự chuyển dời Điệu tính (modulation).
Chúng ta cần phải chú ý rằng Điệu tính của một bài nhạc… góp phần tạo nên một sự hấp dẫn không thể định nghĩa rõ ràng được. Rất khó để đặt một thuật ngữ cho nó, ví dụ như những đoạn nhạc chơi chậm ở Điệu tính La giáng trưởng, chơi nhanh ở Điệu tính Đô thứ và dồn dập với Rê trưởng,… . Không có sự thống nhất chung trong vấn đề này. Đã có rất nhiều tranh luận, vì những tiêu chuẩn của Cao độ đã thay đổi qua nhiều thập kỉ, cho rằng ngày nay chúng ta thường nghe những bài nhạc được viết hai thế kỉ trước trong một Điệu tính khác (thường là cao hơn) so với dự định sáng tác của nhạc sĩ. Cũng có những tranh luận rằng khái niệm về Điệu tính của người biểu diễn thường được tạo ra từ các yếu tố như là “cảm xúc” của Điệu tính hay chủ âm trên đàn piano hay những kí hiệu của nó. Nhiều nhạc công, tuy nhiên, luôn tìm kiếm những trải nghiệm cảm xúc cụ thể được liên kết với một Điệu tính cụ thể, mà không quan tâm đến sự thay đổi trong tiêu chuẩn về Cao độ và các yếu tố khác.— John D. White (1976)nhấn mạnh thêm

Trong nhạc rock và một số dòng nhạc phổ thông, “thường có khuynh hướng chuyển dời giữa hai Điệu tính”, với những ví dụ như "Dreams" của Fleetwood Mac và "Under My Thumb" của Rolling Stones'. “Hiện tượng này xuất hiện bởi việc cho phép nhiều sự biểu diễn Điệu tính (thường là một tập hợp Cao độ diatonic) đi kèm với những điều khác, những bằng chứng chính xác hơn trong việc hỗ trợ việc trình diễn (Như là việc sử dụng một nốt như là nốt chủ của hợp âm đầu tiên và sử dụng một cách cố định các nốt khác như là Cao độ của giai điệu (resolution) và chủ âm của hợp âm cuối cùng của mỗi đoạn)."

## Nhạc cụ trong Điệu tính
Một số dụng cụ âm nhạc đôi khi được nói rằng chỉ có thể chơi trong một vài Điệu tính cụ thể, hay những bài nhạc viết cho nó được viết trong một Điệu tính cụ thể. Những nhạc cụ không chơi trong Điệu tính Đô được gọi là loại nhạc cụ chuyển tông (transposing instruments). Hầu hết các loại kèn clarinet, ví dụ, được nói là phù hợp để chơi trong Điệu tính B♭. Điều này có nghĩa là một âm giai được viết trong Điệu tính Đô trưởng trong một bài nhạc thường nghe như là một Điệu tính Si giáng trưởng khi chơi bằng kèn clarinet ở tông Si giáng - Điều này có nghĩa là, các nốt nghe thấp hơn một cung so với cung được viết trên bản nhạc. Tương tự, kèn Pháp (horn), thường được chơi trong Điệu tính Fa trưởng, sẽ chơi thấp hơn một quãng 5 so với cung viết trong bài nhạc. .
Tương tự, một vài nhạc cụ được nói là được tạo ra để dành cho một Điệu tính nhất định. Ví dụ, loại kèn đồng (Brass instrument) được thiết kế cho Điệu Si giáng có thể chơi đúng một nốt Si giáng, và có thể chơi những nốt trong chuỗi hòa âm bắt đầu từ Si giáng mà không cần dùng đến van bấm, các lỗ tay, hay điều chỉnh cột không khí trong kèn. Một nhạc cụ được thiết kế cho một Điệu tính nhất định thường, nhưng không phải luôn, dùng các bản nhạc có cùng Điệu tính (kèn trombone là một ngoại lệ). Tuy nhiên, một vài nhạc cụ, như là harmonica và đàn hạc, trong thực tế được thiết kế để chơi chỉ một Điệu tính tại một thời điểm: các nốt mang dấu hóa thường rất khó hay không thể chơi được
Kèn bagpipes được thiết kế cho Điệu tính Si giáng trưởng, mặc dù bài nhạc được viết trong tông Rê trưởng với những nốt có dấu hóa.
Trong việc sáng tác âm nhạc phương Tây, Điệu tính của một bài nhạc có những ảnh hưởng nhất định cho sự sáng tác của nó:
- Như đã được đề cập ở trên, một số nhạc cụ nhất định được nói là được chế tạo để dành chơi riêng cho một Điệu tính cụ thể, khi chơi trong Điệu tính có thể là dễ hơn hoặc khó hơn với một vài nhạc cụ. Vì vậy một Điệu tính được chọn có thể là một vấn đề quan trọng khi mà sáng tác trong dàn nhạc giao hưởng, một nhạc sĩ cần phải quan tâm đến điều này.
- Đối với các nhạc công thổi kèn, ví dụ, họ thường mang theo hai cây kèn được chỉnh cách nhau nửa cung (Si giáng và La) để chơi theo yêu cầu của các nhạc sĩ: Những bản hợp tấu cho kèn nổi tiếng của nhà soạn nhạc Mozart được viết ở tông La trưởng. Để chơi nó trong một nhạc cụ của tông Si giáng là rất khó, và để viết lại tất cả các phần hợp tấu ở tông Si giáng trưởng tốn rất nhiều công sức. Mặc dù vậy, chúng ta vẫn có thể nghe một bài nhạc ở tông Si giáng trưởng có một vài nốt cao (hoặc thấp) hơn nửa cung so với những kèn có tông Si giáng thông thường. Vì vậy, những bài nhạc này buộc phải được chơi trong một nhạc cụ “sôi động” hơn, hay điều chỉnh bằng tay (hay cảm nhận) cho một kèn có tong thấp hơn La một chút. Có nhiều kèn với một quãng rộng, với một lỗ dài hơn và những Điệu tính phụ.
- Ngoài những điều kể trên, âm sắc của hầu hết các loại nhạc cụ không giống nhau khi chơi trên tất cả các nốt của nhạc cụ đó. Vì lý do này một bài nhạc được viết ở Điệu tính Đô có thể nghe hay “cảm giác” như có một cái gì đó khác khác (ngoài việc khác nhau cao độ) đối với người nghe nếu nó được chuyển đến Điệu tính La.
- Ngoài ra, vì nhiều nhạc sĩ thường sử dụng piano để sáng tác nên Điệu tính được chọn có thể có những ảnh hưởng nhất định lên việc sáng tác. Điều này là vì cách đặt ngón tay là khác nhau trong mỗi Điệu tính, cái mà có thể giúp cho việc lựa chọn cách chơi và vì vậy viết được những nốt hay những hợp âm cụ thể so với những cái khác, hay điều này được cố tình thực hiện để giúp cho việc đặt những ngón tay dễ dàng hơn nếu như bài nhạc được viết cho đàn piano.
- Trong những bài nhạc không dùng bình quân luật (equal temperament), các hợp âm được chơi trong những Điệu tính khác nhau là hoàn toàn khác nhau về chất.

## Điểm giọng Điệu tính
Điểm giọng Điệu tính khác nhau giữa các quãng của các Điệu tính khác nhau trong một Tông có những quãng không bằng nhau, và toàn bộ những âm và “ độ cảm” của một Điệu tính tạo ra bằng cách điều chỉnh các quãng của nó.
Trong lịch sử, những Luật bất thường (irregular musical temperaments) thường có quãng 5 hẹp nhất giữa những nốt diatonic (“tự nhiên”), cái mà tạo ra những quãng 3 trong hơn, và những quãng 5 rộng hơn giữa những nốt chromatic (“thăng và giáng”). Vì vậy, mỗi Điệu tính có sự khác nhau một chút về âm điệu (intonation), vì vậy những Điệu tính khác nhau có những tính chất khác nhau. “Điểm giọng Điệu tính” này là một phần quan trọng trong âm nhạc thế kỉ 18 và 19 và được mô tả trong các bài luận văn của thời kì này.
Ví dụ, trong việc chỉnh quãng 5 thiếu (wolf interval), Điệu tính trên một nốt thấp nhất của quãng 5 nghe khác rất nhiều so với các Điệu tính khác (và thường ít khi được dùng). Trong việc chỉnh tông Pythagorean (Pythagorean tuning) trong Đô (C, E+, G: 4, 5, 6), Quãng 3 Đô trưởng là bằng nhau trong khi quãng 3 Mi♯+++ (F♮) lại rất khác (E♯+++, A+, C:  4 1⁄8, 5, 6) vì E♯+++ (521.44 cents) sự khác cao độ (Pythagorean comma) (23.46 cents) cao hơn một chút so với fa thăng.
Âm nhạc hiện đại thiếu Điểm giọng Điệu tính vì nó dùng bình quân luật (equal temperament), tại đó tất cả Điệu tính có cùng cấu trúc âm điệu, chỉ khác nhau về Cao độ.